# Marie Magda Rezková
Marie Magda Rezková (21. srpna 1895 ve Vlkově  - 25. června 1982 v Nechanicích )  byla důležitá spolupracovnice odbojové skupiny kolem Tří králů.

## Stručný životopis (do roku1938)[1]
Otcem Magdy Rezkové byl Václav Rezek (* 29. dubna 1871) bednářský dělník z Vlkova. Matkou byla Anna Hofmanová (* 18. května 1869) ze Smržova, která pracovala ve Vlkově jako dělnice. Magda Rezková byla až do 25. května 1896 nemanželským dítětem. Teprve od tohoto data se její otec k otcovství přiznal. Kolem roku 1900 se Rezkovi přestěhovali z Vlkova do Smiřic. Magda Rezková byla švadlenou, jako svobodná odešla do Prahy, kde provozovala módní dámský krejčovský salón na Vinohradech.

## Počátky ilegální činnosti
Do zpravodajské činnosti proti nacistickému Německu Marii Magdu Rezkovou zapojil již v květnu 1938 její bratranec štábní kapitán dělostřelectva Alois Čáslavka. Alois Čáslavka byl příslušníkem 2. (zpravodajského) oddělení hlavního štábu československé armády. 

## Módní salón jako ilegální přepážka
Magda Rezková vlastnila a vedla za protektorátu hojně navštěvovaný módní dámský krejčovský salón v Praze na Vinohradech , ve kterém od jara 1939 provozovala tajnou přepážku  pro odbojovou organizaci Konšelé.  

## Módní salón jako bezpečný úkryt
Magda Rezková již od jara 1940 poskytovala obětavě a neohroženě pomoc ilegalistům: Josefu Churavému, Václavu Morávkovi a Františku Peltánovi.
- Salón Magdy Rezkové využívali v průběhu roku 1940 a jara 1941 Václav Morávek a Josef Mašín (členové odbojové skupiny Tři králové) jako ilegální byt a často zde nocovali.[3][9][p 9]
- V červnu 1941 ze salónu Magdy Rezkové krátce vysílala radiostanice SPARTA II, operovaná radiotelegrafistou Františkem Peltánem.[3] Ten se zde také určitou dobu ukrýval. [p 10]
- Odtud byla též (16. června 1941) odeslána naléhavá depeše Václava Morávka do Londýna. V ní žádal Morávek Londýn o zorganizování výměny zajatců: podplukovníků Josefa Balabána a Josefa Mašína za německé důstojníky. Odpověď na tuto Morávkovu žádost ale nikdy nepřišla. Během vysílání byla Peltánova radiostanice již téměř zaměřena německým Funkabwehrem. Přetékající vana naštěstí přinutila Peltána včas přerušit vysílání, zaměřovací radiovozy se zastavily pouhých několik desítek metrů od bytu Magdy Rezkové a radiostanice tak zůstala neodhalena.[4]

## Zatčení Magdy Rezkové
Na základě informací násilím získaných gestapem z dopadené spojky byla Magda Rezková zatčena gestapem 16. října 1941.  
Anténní svod (lanko) ve světlíku prozradil gestapu místo, odkud před čtyřmi měsíci vysílala SPARTA II, a další osud Magdy Rezkové byl zpečetěn. Následovaly nekonečné výslechy v Pečkově paláci , pak věznění postupně na Pankráci (převoz do Berlína ) a definitivně až do konce války v KT Ravensbrück.  Během jejího uvěznění, ještě v roce 1942, Němci zabavili veškerý její majetek:
"Majetek firmy M. Rezková, Praha XII, Pštroska 3, se z nařízení majetkového úřadu při kanceláři říšského protektora v Čechách a na Moravě likviduje. Všechny pohledávky je nutno hlásit u mne jako likvidátora a nuceného správce do 10. srpna 1942, jinak na ně nebude brán zřetel. Erich Altstädt, Praha II, Helebrantova č. 488"
Oznámení v tehdejších novinách, Praha, 

## Po válce

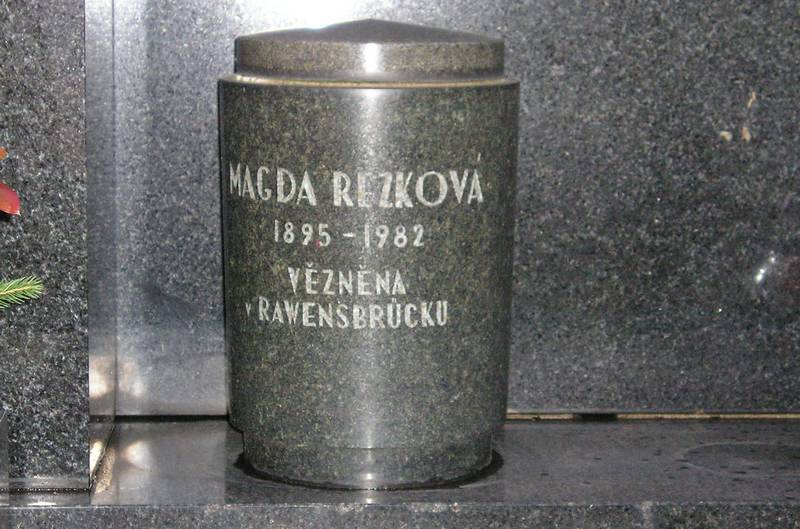
Urna Marie Magdy Rezkové na hrobě rodiny Seligerů ve Smiřicích

Sovětská armáda osvobodila KT Ravensbrück 30. dubna 1945. Magda Rezková se vrátila do Prahy 23. května 1945. Zde však zjistila, že její majetek byl Němci zkonfiskován. Z její dílny nezůstalo nic. I její pražský byt byl obsazen novými nájemníky.  Byt i krejčovský salón mohla nárokovat u tehdejších úřadů, ale po téměř čtyřech rocích věznění neměla dost sil uplatnit úřední cestou svoje majetkové požadavky. Dne 24. května 1945 tedy odjela z Prahy do Smiřic za svojí sestrou Antonií Valentovou. Její švagr Jan Valenta byl jezný (správce jezu) na Labi. Spolu se sestrou a švagrem bydlela nejprve v domku pro jezného, poté bydlela u své další sestry Anežky Seligerové (a jejího manžela Antonína Seligera) a nakonec pak v pronájmu u Horymíra Boznera, jehož domek se nacházel v sousedství Seligerových. Ve Smiřicích Magda Rezková i v roce 1982 dožila. 
MAGDA REZKOVÁ
1895 – 1982
VĚZNĚNA
V RAVENSBRÜCKU.
text na urně
V poválečných letech však její jméno (s výjimkou krátkého období pražského jara) upadlo v zapomnění.Za svou nekomunistickou odbojovou činnost (od května 1938 do října 1941) pro vlast zaplatila Marie Magda Rezková téměř čtyřmi léty věznění (1941–1945) a ztrátou veškerého majetku.

### Řády a vyznamenání
- Za svou odbojovou činnost byla Magda Rezková vyznamenána  Československým válečným křížem 1939.
- Francie ocenila její pomoc a podporu francouzským [p 14] spoluvězeňkyním v těžkých podmínkách koncentračního tábora udělením řádu Čestné legie.[4]

## Epilog

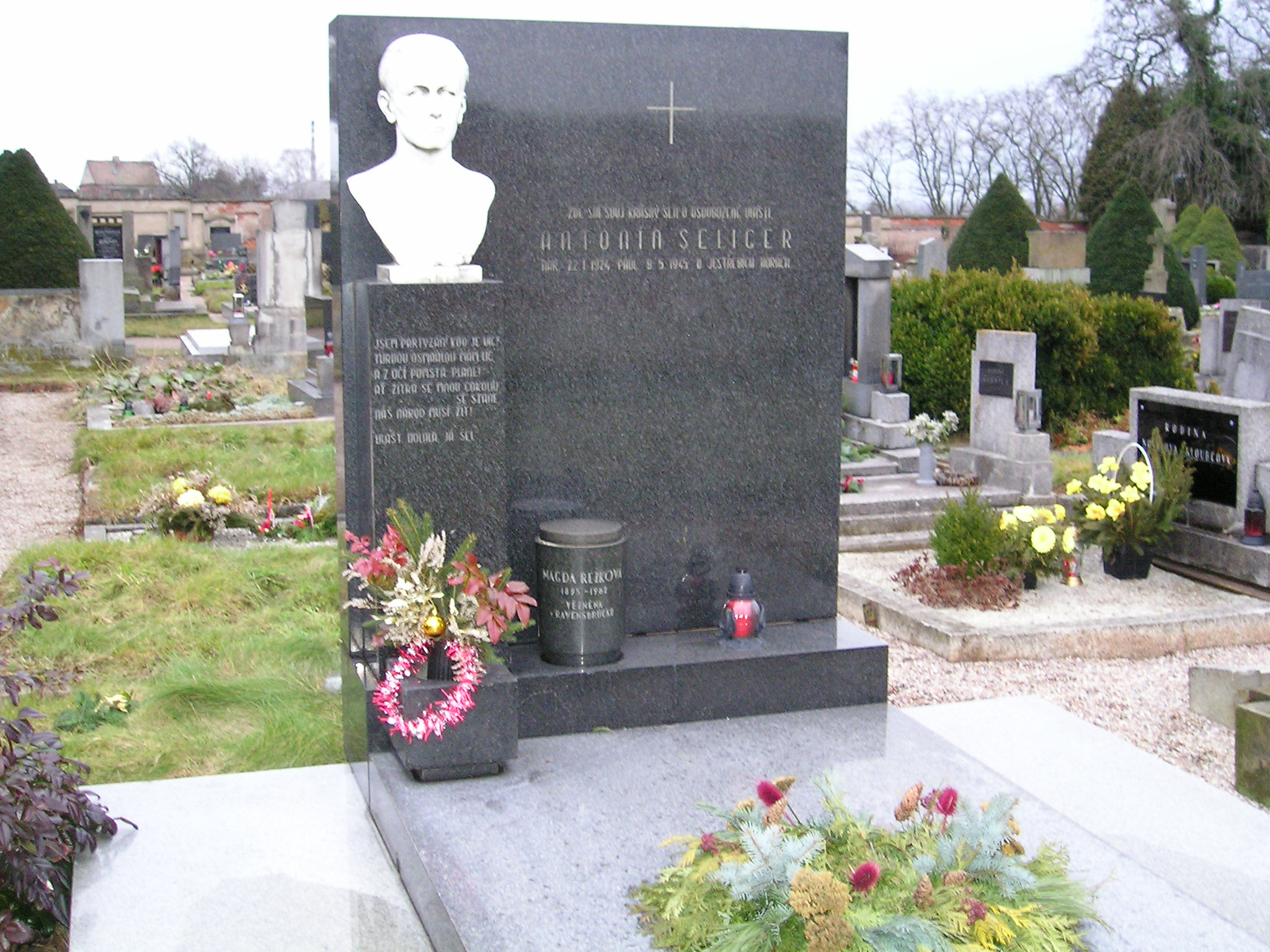
Hrob rodiny Seligerů na smiřickém hřbitově

Seligerovi měli jediného syna Antonína (* 22. ledna 1924). Konec války trávil Antonín Seliger u partyzánského oddílu v Jestřebích horách, poblíž Malých Svatoňovic. Při náhodné přestřelce s Němci (9. května 1945) padl ve věku 21 let v Batňovicích (u Úpice) v Podkrkonoší. 
Na hrobě Seligerů je umístěna busta Antonína Seligera.
JSEM PARTYZÁN, KDO JE VÍC?
TVRDOU, OSMAHLOU MÁM LÍC
A Z OČÍ POMSTA PLANE!
AŤ ZÍTRA SE MNOU COKOLIV SE STANE
NÁŠ NÁROD MUSÍ ŽÍT!
VLAST VOLALA, JÁ ŠEL.
text pod bustou A. Seligera
Náhrobní kámen se jménem Antonína Seligera (se základními životopisnými údaji) je nadepsán tímto textem: „Zde sní svůj krásný sen o svobodné vlasti“.   Urna s popelem Marie Magdy Rezkové je uložena na smiřickém hřbitově  na hrobě rodiny Seligerů.   Zdá se, že toto umístění je více než symbolické.